# Alfredo Quaresma
Alfredo Perrulas Quaresma (Lisbona, 16 luglio 1944 – 30 marzo 2007) è stato un calciatore portoghese, di ruolo centrocampista.

## Biografia
Alfredo è lo zio del celebre calciatore Ricardo Quaresma.

## Carriera

### Club
Trascorse l'intera carriera giocando nel campionato portoghese nel Belenenses.

### Nazionale
Ha collezionato 3 presenze con la propria Nazionale.